# Brian Vernel
Brian Vernel (* 29. Dezember 1990 in Glasgow) ist ein schottischer Theater- und Filmschauspieler.

## Leben
Vernel wurde am 29. Dezember 1990, laut anderen Angaben 1991, in Glasgow geboren. Er besuchte die St Mungo’s Academy in Bridgeton, dem östlichen Distrikt in Glasgow. Es folgte ein einjähriger Aufenthalt am General Arts Foundation Course der University of Glasgow, bevor er seine Schauspielausbildung am Royal Conservatoire of Scotland erfuhr. Später zog er nach London, wo er in einigen Bühnenstücken mitwirkte.
Anfang der 2010er Jahre startete Vernel mit Mitwirkungen in Fernseh- und Filmproduktionen. Seine erste größere Serienrolle hatte er 2014 als Dale Lomax in drei Episoden von Prey – Die Beute inne. Im selben Jahr wirkte er in der Fernsehserie Grantchester mit. 2015 spielte er in der Fernsehserie Ein plötzlicher Todesfall als Stuart 'Fats' Wall und im Netflix Original The Last Kingdom als Odda der Jüngere mit. Im selben Jahr hatte er die Nebenrolle des Bala-Tik im Blockbuster Star Wars: Das Erwachen der Macht inne. In den nächsten Jahren folgten Episodenrollen in den Fernsehserien The Missing und Doctor Who sowie kleinere Filmrollen in Dunkirk und Papillon. Ab 2017 bis 2018 war er als Anton Stokes in der Fernsehserie The Tunnel – Mord kennt keine Grenzen, ab 2018 zusätzlich als Mikey Gowans in der Fernsehserie Collateral zu sehen. 2020 mimte er in den Fernsehserien This Thing of Darkness die Rolle des Frankie und bis 2022 in Gangs of London die Rolle des Billy Wallace. 2022 wirkte er in der Rolle des Curly in der Fernsehserie Slow Horses – Ein Fall für Jackson Lamb mit.

## Filmografie (Auswahl)
- 2011: The Field of Blood (Fernsehserie, 2 Episoden, verschiedene Rollen)
- 2012: Payback – Tag der Rache (Offender)
- 2014: Let Us Prey
- 2014: Prey – Die Beute (Prey, Fernsehserie, 3 Episoden)
- 2014: Grantchester (Fernsehserie, 3 Episoden)
- 2015: Ein plötzlicher Todesfall (Fernsehserie, 3 Episoden)
- 2015: Turn of the Screw (Kurzfilm)
- 2015: The Last Kingdom (Fernsehserie, 7 Episoden)
- 2015: Star Wars: Das Erwachen der Macht (Star Wars: The Force Awakens)
- 2016: The Missing (Fernsehserie, Episode 2x07)
- 2017: Doctor Who (Fernsehserie, Episode 10x10)
- 2017: Dunkirk
- 2017: Papillon
- 2017–2018: The Tunnel – Mord kennt keine Grenzen (The Tunnel/Tunnel, Fernsehserie, 5 Episoden)
- 2018: Collateral (Fernsehserie, 3 Episoden)
- 2019: Conte anglais (Kurzfilm)
- 2019: Starting Over (Kurzfilm)
- 2020: This Thing of Darkness (Fernsehserie, 7 Episoden)
- seit 2020: Gangs of London (Fernsehserie, 24 Episoden)
- 2022: Slow Horses – Ein Fall für Jackson Lamb (Slow Horses, Fernsehserie, 5 Episoden)
- 2023: Kill
- 2024: Shardlake (Fernsehserie, 4 Episoden)

## Theater (Auswahl)
- 2012: Macbeth (2012) playing Macbeth at the Royal Conservatoire of Scotland
- 2012: The Static, Underbelly, Edinburgh Festival
- 2015: Future Conditional, Old Vic Theatre
- 2015: Barbarians, Young Vic
- 2017: The Seagull, Lyric Theatre (Hammersmith)